# Organizzazione eventi

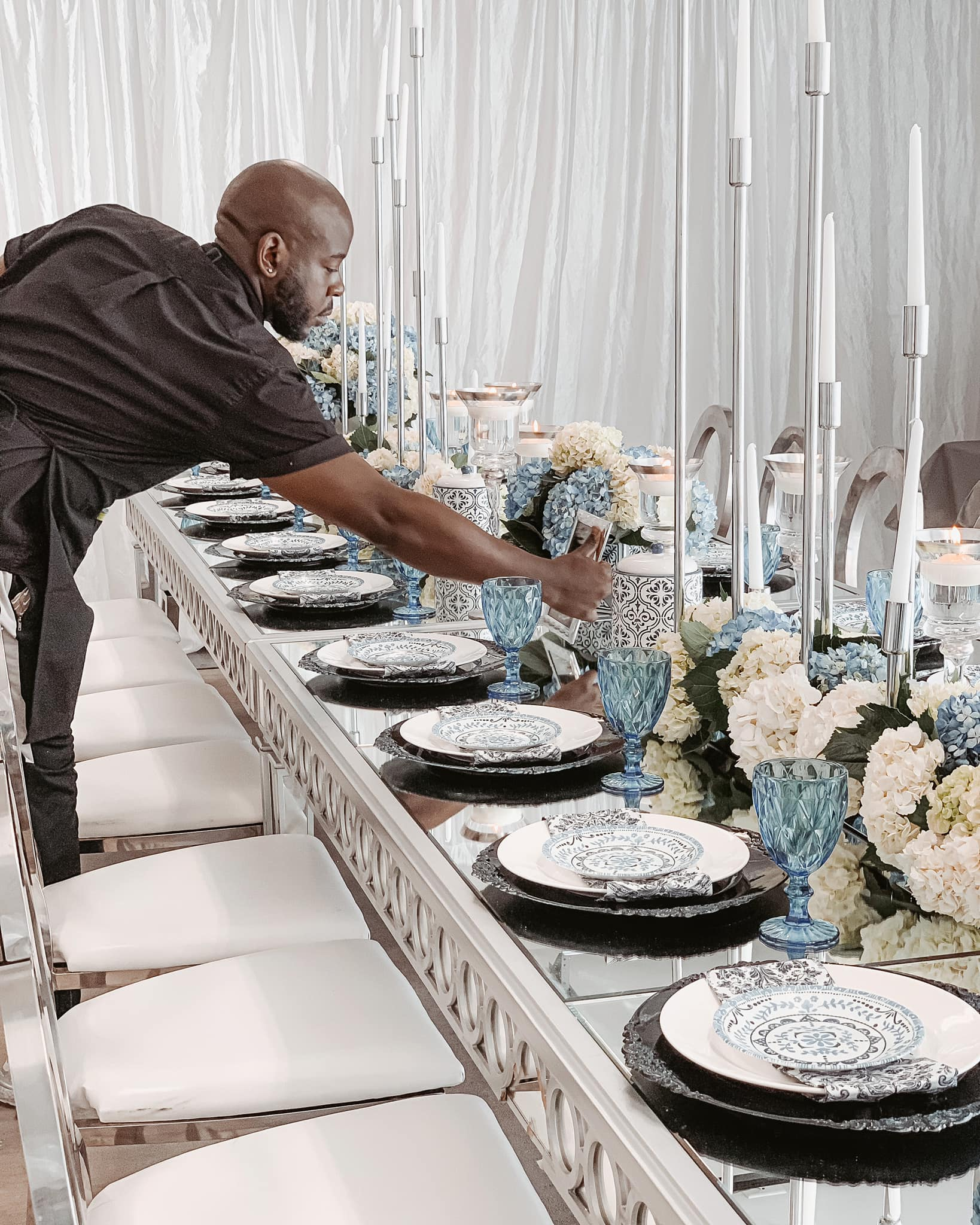
Event Planner che dispone gli elementi sopra un tavolo

L'organizzazione di eventi è il processo di ideazione, pianificazione e realizzazione di eventi di varia natura, quali convegni, festival, cerimonie, feste, concerti o altri tipi di incontri. Gli eventi possono essere di carattere commerciale, culturale, celebrativo, relazionale.
Gli eventi rappresentano una leva di comunicazione che permette il contatto “diretto” tra soggetti.
Si tratta di un comparto in costante crescita, divenuto a partire dal 2000 una delle leve strategiche e operative che è necessario applicare nell'ambito della comunicazione integrata nello sviluppo di qualsiasi piano di comunicazione.
L'industria produttiva può ideare e sviluppare eventi di ogni natura e dimensione, dall'organizzazione di una Cerimonia Olimpica alla colazione di lavoro per poche e selezionate persone. Da un evento PR sino a un grande lancio di prodotto con migliaia di partecipanti. Ogni brand, azienda, istituzione, località, associazione no-profit, Comitato Organizzatore, comunità, organizza infatti eventi al fine di creare visibilità o consapevolezza, generare profitti, celebrare un avvenimento, raccogliere fondi, dare volume a un'emozione.
L'organizzazione di eventi analizzato così la complessità di una marca o di un contesto gli obiettivi prefissati, identifica un pubblico di riferimento, idea il concept dell'evento, identifica la location, verifica il budget, pianifica la logistica, coordina tutti gli aspetti tecnici e produttivi finalizzati alla sua realizzazione.

## Strumento di marketing
L'organizzazione per eventi è considerata uno degli strumenti del marketing e della comunicazione interna ed esterna di aziende di tutte le dimensioni. Dal lancio di un prodotto alle conferenze stampa, le aziende creano eventi promozionali per comunicare con il pubblico interno, con la rete vendita, con clienti attuali e potenziali, giornalisti o opinion leader. Alcune aziende tentano di raggiungere il proprio pubblico di riferimento ottimizzando l'utilizzo di mezzi di informazione, al fine di generare copertura mediatica dell'evento che raggiungerà larghe fasce di consumatori. Alcune aziende invitano i propri consumatori ai propri eventi per far entrare in contatto l'utente finale con la marca. Gli eventi vengono infatti spesso utilizzati per rendere tangibili gli sforzi di marketing della pubblicità.
In ambito interno si opera dal piccolo meeting sino alla grande Convention.

## Tipologia di eventi

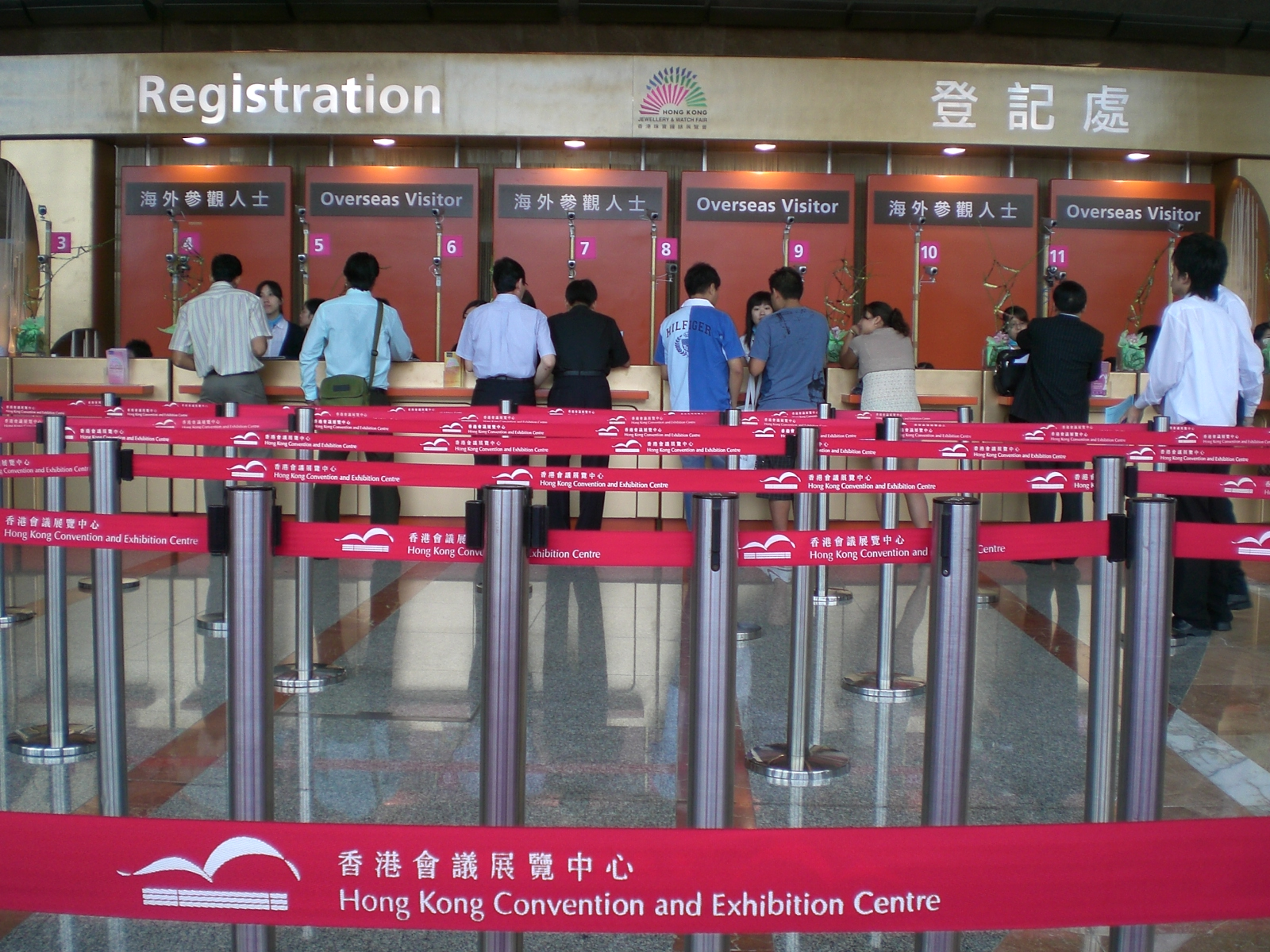
Centro congressi ed esposizioni di Hong Kong

Queste le Aree operative di riferimento, delle quali le prime 3 riferibili ad eventi a carattere spiccatamente commerciale:
1. Eventi rivolti a un pubblico interno (corporate) Hanno l'obiettivo di coinvolgere il personale di un'azienda o di una istituzione portandolo a conoscere e condividere un progetto comune, per sentirsi parte integrante del processo, degli obiettivi e delle strategie.
2. Eventi rivolti a partner commerciali (trade) Hanno la funzione di aumentare il volume, la qualità, e le occasioni di business. Devono trasmettere solidità, concretezza, positività, prossimità, esaltando la validità dell'offerta commerciale e i possibili ritorni economici a livello personale, ponendo obiettivi e volumi.
3. Eventi rivolti a un pubblico esterno (consumer) Hanno l'obiettivo di fidelizzare il mercato, conquistando nuovi interlocutori. Permettono di guardare negli occhi il consumatore, facendolo entrare nel proprio mondo, trasmettendogli, al di là delle parole, elementi valoriali che permetteranno nel tempo di costruire con lui relazioni stabili e istintive.
4. Eventi a carattere celebrativo o spettacolare Creano icone e ricordi condivisi, incidendo fortemente nella creazione del gusto e delle tendenze.
5. Eventi a carattere istituzionale e governativo Celebrano le istituzioni o l'identità nazionale esaltando l'importanza di incontri o ricorrenze.
6. Eventi a carattere politico o sociale Smuovono e aggregano le masse comunicando in maniera esplicita i valori di riferimento, esaltando la figura del leader, ribadendo l'identità delle proprie idee. Possono rappresentare anche una forma di pressione civile.
7. Eventi a carattere musicale o sportivo Movimentano moltitudini di “singole identità”, accomunate da una medesima passione e dal desiderio di vivere emozioni condivise

## Strumento di motivazione
L'organizzazione di eventi è anche considerato un ottimo strumento di motivazione delle risorse interne. Proprio per questo negli ultimi anni sono state numerose le aziende che hanno chiesto aiuto a professionisti del settore (motivazione, team building). Il fine è quello usare l'evento aziendale come una leva per migliorare il clima, la motivazione e le performance del proprio staff, lasciano un ricordo positivo della giornata e dell'azienda stessa.

## Servizi di un'agenzia di eventi
Un'agenzia di ideazione e organizzazione di eventi soddisfa svariate esigenze tra cui eventi aziendali (lancio di prodotti, meeting aziendali e dealer convention, business convention), eventi p.r (conferenze stampa, media event, cene di gala), programmi di marketing (fiere, grandi aperture), tour o eventi speciali come concerti, spettacoli di piazza, cerimonie di premiazione, sfilate di moda.
Di solito un'agenzia si dedica alle seguenti mansioni:
- Studia il marketing e il business dell’azienda cliente
- Crea il concept dell’evento in linea con l’etica dell’azienda
- Determina il budget con l’azienda
- Pianifica l’evento
- Cerca la location ideale
- Mette i propri professionisti al servizio degli eventi
- Calcola le tempistiche necessarie
- Richiede i permessi per gli eventi all’aperto
- Gestisce il personale operativo
- Si occupa della logistica
- Monitora l’evento e il suo andamento
- Può creare un piano di comunicazione dell’evento.
- Può offrire servizi di noleggio attrezzature

## Il settore dell'organizzazione di eventi
L'industria dell'organizzazione di eventi solo in ambito aziendale supera in Italia i 1000 milioni di euro, aumentando progressivamente il valore percentuale sull'investimento aziendale a scapito dell'advertising e della pianificazione su mezzi classici.
Il maggiore premio europeo del settore sono il Best Event Award e il Beaworld che si tengono ogni anno a novembre a Milano nel corso della Live Communication Week.
Dal novembre 2007 al 2010 è stata attivata, presso Assocomunicazione, la prima Consulta degli eventi. Primo presidente vicario: Stefano Coffa. La Consulta non è più attiva e il ruolo rappresentativo è stato assunto dal Club degli Eventi che riunisce le maggiori agenzie del settore.
In seguito è stato creato con le 40 maggiori agenzie di eventi il Club degli Eventi che si raduna mensilmente a Milano e Roma.
Le agenzie di eventi in Italia sono una realtà ancora diversificata, che spazia dalle poche unità fisse sino a un centinaio di persone. Ma la struttura flessibile delle agenzie permette, grazie alla collaborazione con partner esterni, di crescere in funzione delle specifiche esigenze, avvalendosi di professionisti e freelance. Tanto da raggiungere, come nel caso di una grande cerimonia olimpica alcune centinaia di addetti.

## Formazione
Università e centri post-universitari offrono percorsi di studio nella gestione degli eventi. Gli USA e il Regno Unito sono stati molto veloci nel proporre percorsi di studio, che contano ormai diversi anni, che hanno incontrato la crescente domanda.
In questo settore vige inoltre un folto numero di associazioni private che offrono percorsi di formazione tecnici che seppur non riconosciuti ufficialmente conferiscono nozioni utili a livello pratico.
Gli studi della materia riguardano competenze creative, organizzative, sociologiche, gestione dei progetti, relazioni pubbliche, marketing, team building, pubblicità, logistica, legge e contabilità.
Le carriere possibili sono:
1. Agenzie di organizzazione di eventi (creatività e produzione)
2. Consulenza sull'organizzazione di eventi
3. Event manager all'interno di un'azienda
4. Industria del turismo
5. Agenzie di pubblicità
6. Casa di produzione
7. Agenzie di relazioni pubbliche e ufficio stampa
8. Media
9. Organizzazioni non profit
10. Comunità e comuni